# San Giovanni Rotondo
San Giovanni Rotondo é uma comuna italiana da região da Puglia, província de Foggia, com cerca de 26.078 habitantes. Estende-se por uma área de 259 km², tendo uma densidade populacional de 101 hab/km². Faz fronteira com Foggia, Manfredonia, Monte Sant'Angelo, San Marco in Lamis.
É famosa no Mundo por abrigar os restos mortais do santo estigmatizado Padre Pio de Pietrelcina, um frade capuchinho que viveu muito tempo num convento desta cidade.
A cidade faz parte do Parque Nacional Gargano e fica nas proximidades do Santuário do Monte de São Miguel Arcanjo.

## Demografia
| Variação demográfica do município entre 1861 e 2011                               |
|                                                                                   |
| Fonte: Istituto Nazionale di Statistica (ISTAT) - Elaboração gráfica da Wikipedia |